# Flugten til Sverige
Flugten til Sverige er en film instrueret af Suvi Helminen.

## Handling
En kold oktobernat i 1943 forsøger Sonja og Fanny at krydse Øresund. De er ni voksne og en baby i en robåd. Sonja flygter med sin lillebror, og Fanny er på flugt med sin far og storebror. Undervejs er de blevet adskilt fra deres øvrige familiemedlemmer. De ror ud fra Snekkersten med kurs mod den svenske kyst, men nogle kilometer ude på havet begynder der at trænge vand ind i båden, og pludselig går bunden ud.